# 圣梅姆莱卡里耶尔
圣梅姆莱卡里耶尔（法語：Saint-Même-les-Carrières，法語發音：[sɛ̃ mɛm le kaʁjɛʁ]）是法国夏朗德省的一个市镇，位于该省西部，属于干邑区。

## 地理
圣梅姆莱卡里耶尔（45°38'44"N, 0°8'33"W）面积15.14 平方千米，位于法国新阿基坦大区夏朗德省，该省份为法国西部内陆省份，北起德塞夫勒省和维埃纳省，东临上维埃纳省，东南至多尔多涅省，南至多爾多涅省，西接滨海夏朗德省。
与圣梅姆莱卡里耶尔接壤的市镇（或旧市镇、城区）包括：巴萨克、布特维尔、格拉沃圣阿芒、圣普勒伊、瑟贡扎克、特里亚克-洛特赖、曼克斯-贡德维尔。

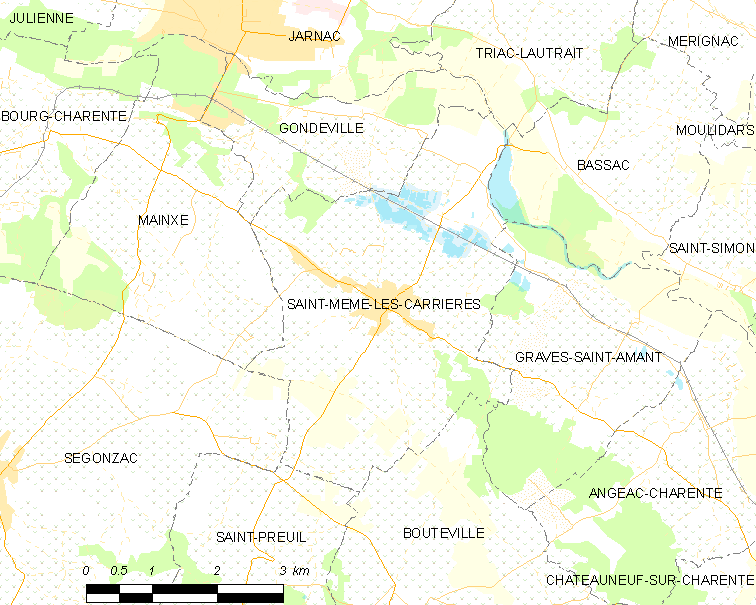
圣梅姆莱卡里耶尔的OSM定位图

圣梅姆莱卡里耶尔的时区为UTC+01:00、UTC+02:00（夏令时）。

## 行政
圣梅姆莱卡里耶尔的邮政编码为16720，INSEE市镇编码为16340。

## 政治
圣梅姆莱卡里耶尔所属的省级选区为雅纳克县。

## 人口

1962-2008年间圣梅姆莱卡里耶尔人口变化图示

圣梅姆莱卡里耶尔于2022年1月1日时的人口数量为1029人。